# 奇誠庸
奇诚庸（韓語：기성용，1989年1月24日—），韩国足球运动员，司職中場，前韩国国家足球队队长，现效力於韩国K联赛1球队FC首尔。
他擅長傳送和遠距離射門，左右皆可開弓，故有「韓國謝拉特」之稱號。當年他和李青龙同效力于FC首尔的期間，两人被球迷合称为首尔“双龙”。他曾就讀知名私立學府京畿大學社會體育學系。

## 简介
奇诚庸曾留学澳大利亚並在2006年回到韩国加盟FC首尔。2007年开始，奇诚庸开始在首尔队成为主力球员，又代表韩国国青队参加世青赛成名，随后被英超球队曼联和荷甲球队埃因霍温相中，但最终FC首爾没有放人。
2008年参加北京奥运会，打满3场比赛270分钟。奥运会之后进入韩国国家足球队，又随FC首爾获得K联赛亚军。
2009年，奇诚庸被亚洲足联评为年度最佳青年运动员。
2010年1月，奇诚庸加盟苏超球队凯尔特人，据报道转会费约210万欧元。2010年11月9日，奇诚庸獲選蘇超「10月份最佳青年球員」。
2011年1月25日晚間，在杜哈舉行的2011年亞洲盃足球賽準決賽，日本對戰韓國。奇誠庸在上半場射進12碼罰球先馳得點時，做出耍猴戲的動作，後來他在個人Twitter透露那是有意侮辱日本。日媒報導，奇誠庸對日本人（東方人）做出了種族歧視的動作，因為耍猴戲較多的情況是白人在侮辱東方人時做出的動作。之後這場比賽踢到延長賽2比2平手，進入PK戰，日本隊連進3球，終場以3比0大勝南韓。
2012年8月24日，英超球會史雲斯據報以破球會紀錄600萬英鎊從蘇超凯尔特人簽入奇诚庸，並簽署合約三年。奇誠庸在加盟第一季便助球隊奪得聯賽盃。
2013-14賽季，舒維爾從英超球隊利物浦來投，奇誠庸不受重用。2013年8月30日，英超桑德兰從史雲斯借用奇诚庸至球季結束。奇誠庸在英超桑德兰一季表現出色，其中在聯賽盃對英超球隊切爾西的比賽射入奠勝一球，隨後在八強又助球隊擊敗曼聯昂然進身四強，惜敗於曼城無緣決賽。
2014-15賽季，奇誠庸外借期滿回歸英超球會史雲斯，在首場比賽作客曼联攻入新球季第一球，並助球隊取得首勝。2015年1月，奇誠庸獲委任為韓國國家足球隊隊長，領軍出戰2015年亞洲盃足球賽。
2014年8月28日，25歲的奇誠庸與史雲斯簽署一份新的四年合約，留隊至2018年夏季。2015年2月21日，他在主場對曼聯的英超聯賽又取得進球，協助史雲斯歷來首次在聯賽雙殺紅魔，自己則成為史上首位兩輪聯賽對陣紅魔均取得進球的亞洲球員。
2018年6月29日，奇誠庸加盟英超球會纽卡斯尔联。
2019年阿联首亚洲杯結束後，奇誠庸於2019年1月30日宣佈退出韩国国家队。
2020年2月25日，西甲马略卡俱乐部官方宣布，韩国中场奇诚庸自由转会加盟球队，签约半年，最後只上陣了一次。
在欧洲留了十一年后，奇誠庸同意回到FC首尔，并在2020年7月21日签订了一份到2023年的合同。
2020年8月30日，奇誠庸在對蔚山現代的賽事中後備入替。

## 榮譽
FC首爾
- 韓國聯賽盃冠軍﹕2006年

些路迪
- 蘇格蘭足總盃冠軍：2011年
- 蘇格蘭超級足球聯賽冠軍：2012年

史雲斯
- 英格蘭聯賽盃冠軍：2013年

## 個人生活
2013年3月27日，奇誠庸通過推特公開與比他年長8歲的知名韓國女演員韓惠軫交往的事實，並於同年7月1日舉行婚禮。2015年9月13日，長女誕生。